# Dia Internacional das Mulheres e Meninas na Ciência

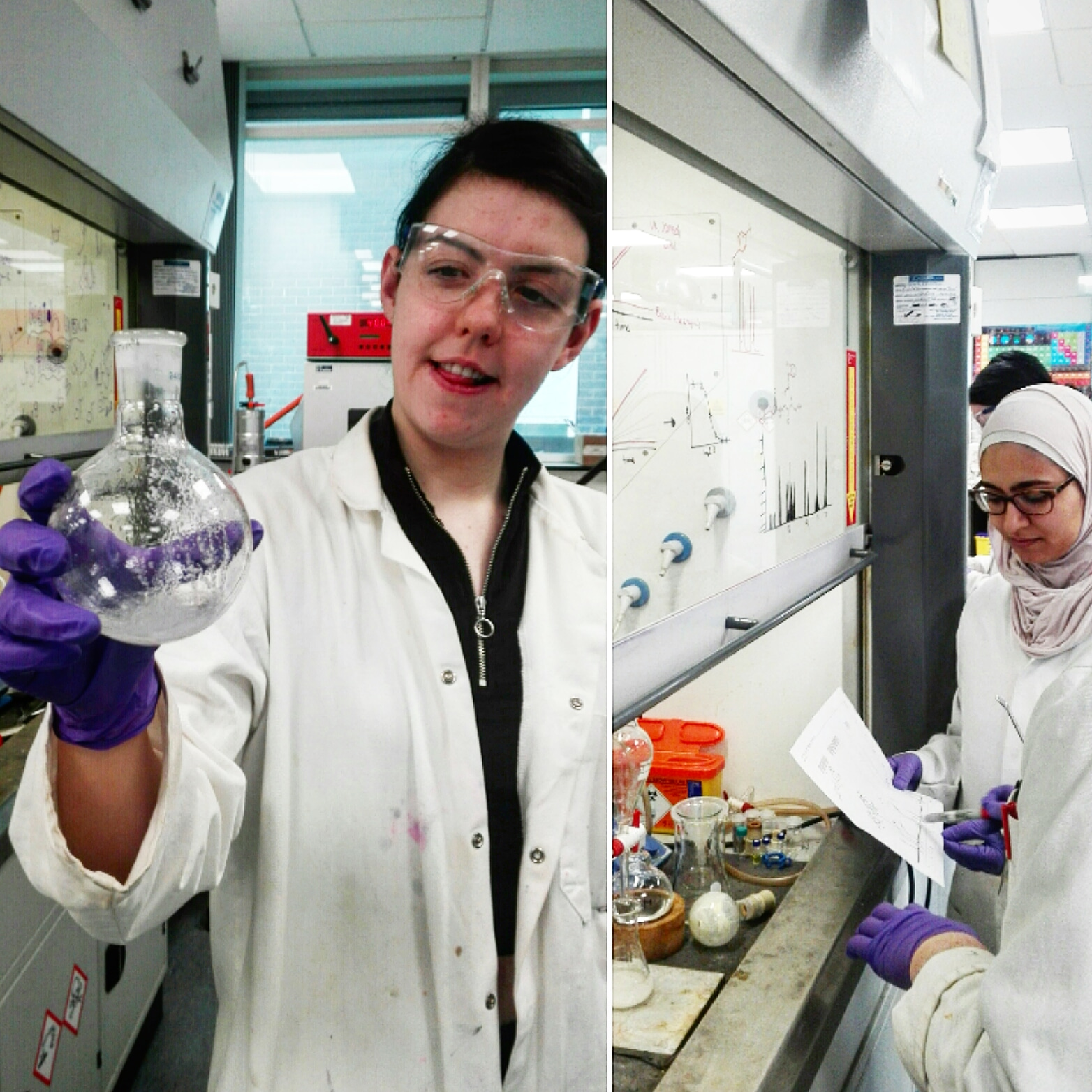
Estudantes de doutorado e mestrado realizam experimentos em um laboratório de química (2018)

O Dia Internacional das Mulheres e Meninas na Ciência, comemorado anualmente em 11 de fevereiro, é uma iniciativa lançada pela Organização das Nações Unidas para a Educação, a Ciência e a Cultura (UNESCO) em 2015, com o objetivo de fortalecer o compromisso global com a igualdade de direitos entre homens e mulheres, principalmente do ponto de vista da educação.
Um tema é selecionado anualmente para destacar um foco específico e uma área de discussão em torno de um ponto focal para a igualdade de gênero na ciência.

O Dia Internacional de Mulheres e Meninas na Ciência é trabalhado anualmente pela UNESCO em colaboração com a ONU Mulheres. Ambas as organizações junto com governos nacionais, organizações intergovernamentais, parceiros da sociedade civil, universidades e empresas, executam ações a fim de alcançar o objetivo comum de promover o papel de mulheres e meninas nos campos científicos e celebrar aquelas que já são bem-sucedidas no campo.